# John Rykener
John Rykener, également connu sous le nom d'Eleanor Rykener, est un travailleur du sexe anglais du XIVe siècle à Londres en Angleterre.
Eleanor Rykener est arrêtée dans la nuit du 11 décembre 1394 pour avoir pratiqué un rapport sexuel contre une somme d'argent avec John Britby, à Soper's Lane, près de Cheapside à Londres. Les seuls faits connus de la vie de Rykener proviennent de l'interrogatoire mené par le lord-maire de Londres à la suite de son arrestation.
Rykener est interrogé pour deux délits : la prostitution et la sodomie. Les prostituées n'étaient généralement pas arrêtées à Londres à cette époque ou ne passaient pas devant le tribunal du lord-maire, et la sodomie était une infraction à la morale plutôt qu'au droit commun et était donc poursuivie devant les tribunaux ecclésiastiques. Britby ne semble pas avoir été inculpé et il n’y a pas d'accusation explicite, de verdict ou de sentence pour Rykener pour l'un ou l'autre de ces crimes.

## Contexte historique
La prostitution était tolérée et étroitement réglementée dans l'Angleterre du XIVe siècle mais les bordels étaient illégaux dans la ville de Londres. Les autorités de la ville avaient tendance à ne pas poursuivre les travailleurs du sexe individuels, mais à se concentrer sur l'arrestation des proxénètes et des entremetteurs. La prostitution était perçue comme la plus dangereuse pour le tissu moral de la société. Un autre délit sexuel pour lequel des personnes pouvaient être poursuivies était la sodomie, mais c'était généralement l'Église qui le faisait devant ses propres tribunaux. De ces deux délits sexuels, la sodomie était considérée comme le plus grave. Le philosophe et théologien du XIIIe siècle Thomas d'Aquin a comparé la prostitution à un égout contrôlant l'écoulement des déchets, affirmant que si on l'enlevait, on « remplirait le palais d'immondices », puis il a développé ce point en disant « enlevez les prostituées du monde et vous le remplirez de sodomie ». La prostitution était donc considérée comme un mal nécessaire qui, à défaut d'être éliminée, pouvait être contrôlée. Le tribunal du lord-maire de Londres n'aurait pas été considéré comme compétent pour juger des affaires impliquant l'un ou l'autre de ces délits.
À la fin du XIVe siècle à Londres, il était considéré comme socialement inacceptable pour un homme de porter habituellement des vêtements féminins. Il y avait des exceptions si cela était délibérément évident ou nécessaire, par exemple au théâtre ou dans des mystères. Les mystères de la Fête-Dieu, comme le note l'historienne Katie Normington, offraient une occasion « où l'identité de genre pouvait être mise à l'épreuve ou perturbée ». À l'inverse, selon Vern Bullough (en), le nombre limité de ces occasions signifiait que le travestissement homme-femme n'existait pas dans la société, mais sous la surface, suggère Ruth Evans, Londres était « un lieu d'opportunités sexuelles et économiques inégalées ».
Le travestissement avait lui aussi un statut légalement reconnu ; le juriste du XIIIe siècle Henry de Bracton, par exemple, en a parlé dans ses The Laws and Customs of England, et il existait une forte tradition imaginaire de ces histoires. La plus connue, une histoire racontée par au moins quatre chroniqueurs allemands différents dans les années 1380, provient de Lübeck. Le protagoniste se déguisait en femme la nuit et vendait des services sexuels dans une cabine. Le jour, il était prêtre et fut finalement découvert lorsqu'un client le reconnut en train de célébrer la messe. L'historien médiéviste Jeremy Goldberg (en) a comparé les affaires de Lübeck et de Rykener : toutes deux impliquaient « le travestissement, la malhonnêteté, l'association étroite des prêtres avec l'activité homosexuelle, et l'intervention finale des autorités de la ville ».

## Biographie
Tout ce que l'on sait de la vie de Rykener provient des réponses données lors de l'interrogatoire du tribunal du lord-maire de Londres, suite à son arrestation le 11 décembre 1394. Lors de cet interrogatoire, Rykener a décrit en détail comment il avait appris les métiers de la prostitution et de brodeuse en vivant avec une brodeuse londonienne, indiquant également à la cour avec qui et où Rykener avait exercé ces deux métiers. Selon la transcription des débats, Rykener n'était revenu à Londres que récemment, après avoir visité d'autres régions du sud de l'Angleterre et avant d'être arrêté à Cheapside, un quartier commerçant animé de Londres.

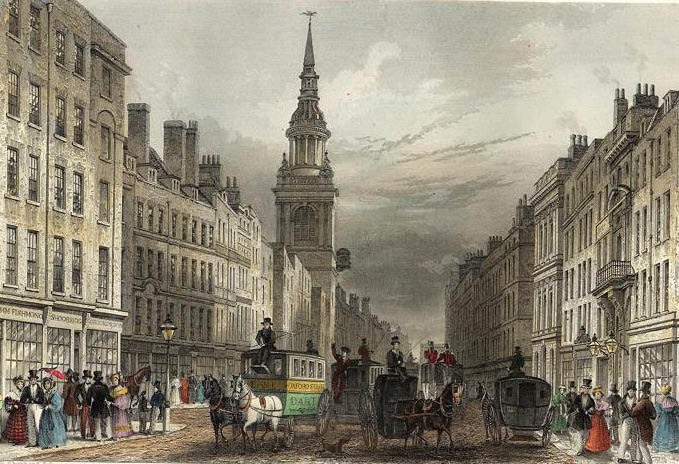
"Cheapside and Bow Church" gravé par W. Albutt, 1837

Jeremy Goldberg a décrit le Cheapside de Rykener comme suit : « Soper Lane est l'une des nombreuses rues étroites qui s'ouvrent sur Cheapside. Historiquement associée à la Guilde des poivriers, elle était occupée à la fin du XIVe siècle par des marchands, des drapiers et des poissonniers. Certaines boutiques semblent avoir été délabrées à cette date. Les ruelles étroites qui s'ouvrent sur le côté sud de Cheapside ont longtemps été associées à la prostitution, comme le suggèrent les noms des ruelles voisines Gropecunt Lane et Popkirtle Lane ». Soper Lane a été agrandie et rebaptisée Queen Street après la destruction de l'artère d'origine lors du grand incendie de Londres de 1666,.

### L'apprentissage chez Brouderer

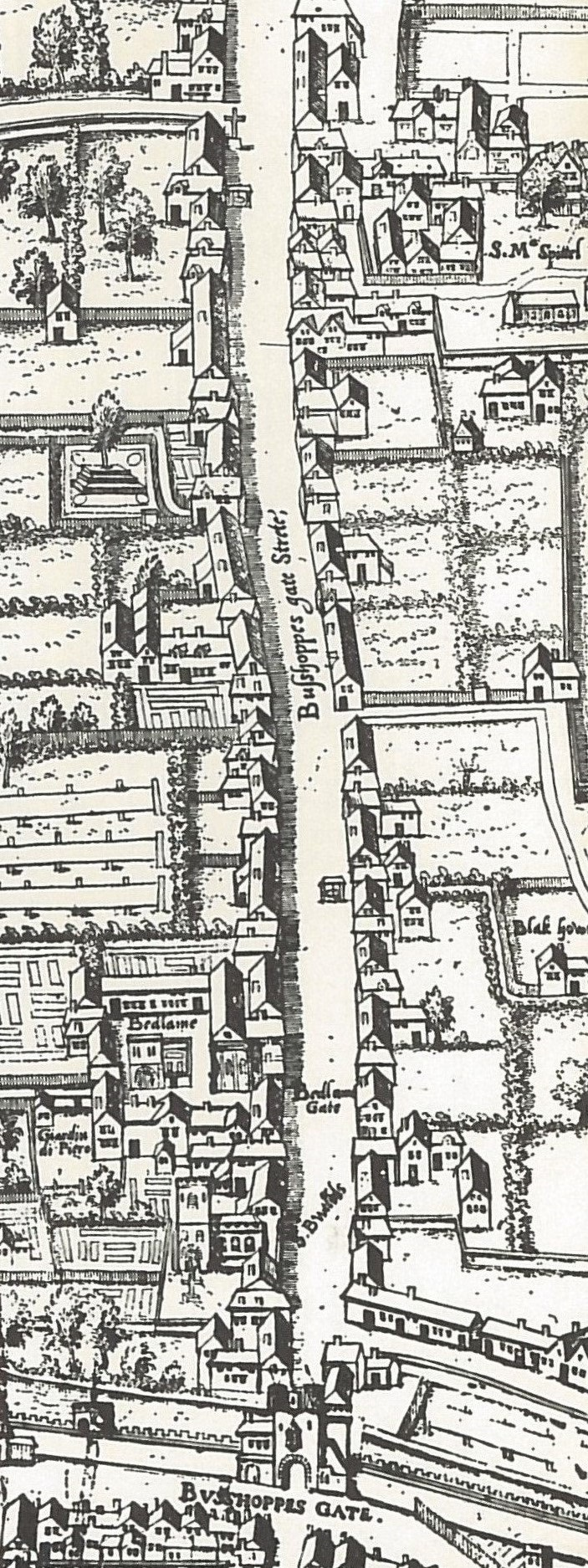
Bishopsgate et la partie extra-muros de Bishopsgate Street, Londres, carte "Copperplate" de Londres, 1550

Lors de l'interrogatoire, Rykener décrit avoir été habillé pour la première fois en femme dans la maison de Bishopsgate d'une certaine Elizabeth Brouderer. Après l'épidémie de peste bubonique qui touche l’Europe entre 1347 et 1352 et qui a tué entre 30% et 60% de la population, l'apprentissage de nouveaux métiers, tant féminins que masculins, était devenu courant, en particulier à Londres. C'est là que Rykener apprend à coucher avec des hommes en tant que femme et à être payée pour cela, et apprend aussi la broderie. Il est possible que l'apprentissage ait été terminé sous la direction de Brouderer. Rykener décrit la situation de manière assez détaillée,:

« Il a également déclaré qu'une certaine Elizabeth Bronderer l'avait d'abord habillé avec des vêtements de femme ; elle a également amené sa fille Alice à divers hommes pour le plaisir, la plaçant avec ces hommes dans leurs lits la nuit sans lumière, la faisant partir tôt le matin et leur montrant ledit John Rykener habillé avec des vêtements de femme, l'appelant Eleanor et disant qu'ils s'étaient mal comportés avec elle. Il a également déclaré qu'un certain Phillip, recteur de Theydon Garnon, avait eu des relations sexuelles avec lui et avec une femme dans la maison d'Elizabeth Bronderer à l'extérieur de Bishopsgate, et qu'à cette occasion Rykener avait emporté deux robes de Phillip, et que lorsque Phillip les avait demandées à Rykener, celui-ci avait répondu qu'il était l'épouse d'un certain homme et que si Phillip souhaitait les récupérer, il ferait en sorte que son mari intente un procès contre lui. »

— D'après John Rykener, The Questioning of John Rykener 1395
Rykener explique que les leçons de sexe permettent à Brouderer de donner sa fille, Alice, à des hommes la nuit, dans l'obscurité, afin qu'ils ne puissent pas la voir. Alice quitte alors son client avant le lever du jour et Brouderer dit à l'homme qu'il a couché avec Rykener. Rykener est présente devant le client, portant des vêtements féminins et appelée Eleanor par Brouderer. L'un des hommes avec lesquels Rykener a eu des rapports sexuels dans la maison de Brouderer est le recteur de Theydon Garnon, appelé Philip. Après avoir eu des relations sexuelles avec le recteur, Rykener lui vole deux robes. Ce dernier renonce à récupérer ses biens lorsque Rykener dit à Philip qu'elle est la femme d'un homme important de la ville, ce qui aurait obligé le recteur à poursuivre le prétendu mari de Rykener en justice pour obtenir la restitution de ses biens. Les motifs de Brouderer pour utiliser Rykener de cette façon ont fait l'objet de spéculations parmi les chercheurs. John Roxeth, considérant le traitement réservé par Brouderer au recteur Philip et a suggéré également que Brouderer utilisait Rykener pour faire chanter des hommes, bien qu'il n'extrapole pas sur les mécanismes de son action. La théorie de Roxeth n'est pas universellement acceptée ; Jeremy Goldberg, par exemple, note la suggestion de Roxeth sans commenter sa probabilité, tandis que Ruth Karras considère que Rykener a simplement été prostituée de la manière habituelle.

#### Le cas Elizabeth Brouderer
Neuf ans plus tôt, vers 1385, Elizabeth Brouderer (sous son vrai nom de famille, et non sous son nom d'emprunt, Moryng) avait organisé un racket de prostitution déguisé en entreprise légitime de broderie et avait été condamnée pour proxénétisme. Elle avait employé des filles « jeunes et vulnérables » comme apprenties brodeuses, pour ensuite les prostituer. Au cours de son interrogatoire, Rykener explique qu'il s'était rendu à Beaconsfield et que là, en tant qu'homme, il avait eu des relations sexuelles avec une certaine Joan, fille de John Matthew. Brouderer avait bien une servante appelée Joan, qu'elle avait fait coucher avec un prêtre pendant deux nuits, « sous prétexte d'éclairer son chemin vers la maison ». L'histoire de Joan provient du procès-verbal de l'interrogatoire de Brouderer en 1385. Prise comme apprentie, Joan avait reçu l'ordre « d'aller avec ledit chapelain à sa chambre pour lui porter une lanterne... avec l'intention que ladite Joan y passe la nuit ». Mais, commente Karras, « Joan ne semble pas avoir compris ce qu'on attendait d'elle et elle ne semble pas non plus comprendre l'essentiel de son métier ». Brouderer ne lui a peut-être pas expliqué le travail qu'on attendait d'elle. Joan est restée une nuit et un jour avec le chapelain, mais elle n'a pas couché avec lui et n'a donc pas été payée. « Pour cela, ladite Elizabeth lui fit des reproches », poursuit le document, et Joan fut renvoyée la nuit suivante pour « prendre tout ce qu'elle pouvait obtenir pour son travail ». Cette fois, Joan vola un bréviaire, que Morying vendit pour huit pence. Morying vivait dans la paroisse de All Hallows-on-the-Wall (en) au moment de son délit, mais fut expulsée de la ville après avoir été condamnée. Le peu que l'on sait d'Elizabeth Brouderer avant l'arrestation de Rykener provient d'une inquisition de la ville datant de juillet 1385, qui enquêtait sur des allégations selon lesquelles elle était une entremetteuse. Il y est mentionné qu'elle avait un mari, un certain Henry, qui l'a peut-être aidée dans son métier.

### Oxford et retour à Londres, mi-1394
En août 1394, Rykener déménage à Oxford, continue le travail sexuel mais obtient également du travail comme brodeuse. Brouderer a manifestement réussi à lui enseigner les deux métiers. Parmi les clients sexuels de Rykener se trouvent, selon Rykener, « trois érudits sans méfiance » ou « scolares ignotos », que Rykener nomme comme chevaliers, Sir William Foxley, Sir John et Sir Walter. Ils ne connaissent peut-être pas le sexe de naissance de Rykener,, et la formulation de l'enregistreur est ambiguë. Les trois chevaliers ont souvent eu recours aux services de Rykener. L'historienne Carolyn Dinshaw s'est demandé si leur ignorance du sexe de Rykener avait pu durer tout le temps de la relation. Il est plus probable, selon elle, qu'à un moment donné, ils s'en soient rendu compte et aient continué. Rykener a une clientèle aisée, souvent ecclésiastique, pour ses deux professions. Les classes supérieures employaient des brodeuses, en particulier le clergé pour les vêtements ecclésiastiques. Les couturières, en revanche, étaient presque exclusivement prolétaires.
En septembre 1394, Rykener s'installe à l'ouest d'Oxford, à Burford, chez l'aubergiste John Clerk, pour qui elle travaille comme barmaid. Cordelia Beattie a attiré l'attention sur le fait que « si les hommes pouvaient broder et vendre de la bière, ces deux activités étaient généralement exercées par des femmes dans l'Angleterre de la fin du Moyen Âge » et ce métier était considéré comme particulièrement enclin à la promiscuité sexuelle et à la licence.
Parmi les clients de Rykener à cette époque figurent deux frères franciscains, frère John et frère Michael, ce dernier paie avec un anneau d'or. Parmi les autres clients figurent un frère carmélite et six étrangers. Trois de ces derniers paient Rykener, respectivement, douze pence, vingt pence et « jusqu'à deux shillings pour une seule rencontre ». Le séjour de Rykener à Burford semble avoir été bref, et il ne faut attendre longtemps avant que Rykener ne soit à Beaconsfield. Rykener ne couche pas seulement avec des hommes en tant que femme, et pendant son séjour à Burford, a une relation sexuelle en tant qu'homme avec une femme appelée Joan Matthew. Pour les rencontres avec les femmes, Rykener n'est pas payé, ou du moins cela n'est pas mentionné. Rykener poursuit également son travail sexuel à Beaconsfield, cette fois avec deux autres franciscains étrangers.
Rykener retourne à Londres plus tard dans l'année et affirme avoir, depuis, rencontré un certain Sir John, qui, selon Rykener, est chapelain à St Margaret Pattens (en) à Eastcheap. Rykener rencontre également deux autres chapelains, qui deviennent des clients, dans les ruelles de St Katharine's by the Tower proche de la Tour de Londres. À la fin du XIVe siècle, ce quartier était très prisé pour le commerce du sexe (et le vol en général). Un rapport contemporain le décrit comme « un lieu de villégiature pour les voleurs et les femmes de mauvaise vie ». On ne sait pas si les clients de Rykener voulaient d'une relation avec un homme ou une femme. Britby et Rykener sont arrêtés plus tard à Cheapside. Britby prétend être à la recherche d'une femme, mais Dinshaw estime que, étant donné qu'il était en état d'arrestation à ce moment-là, il est peu probable qu'il dise le contraire. Un autre client, le recteur de Theydon Garnon, semble également avoir recherché une femme.

### Arrestation et interrogatoire

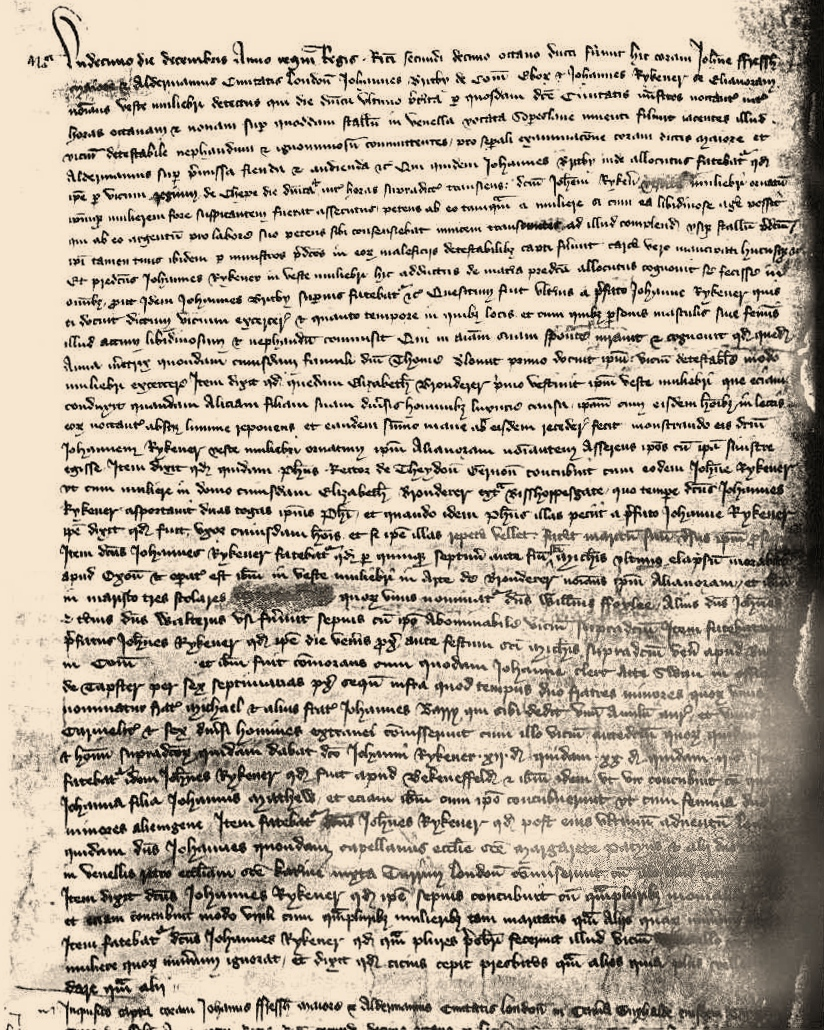
Plea and Memoranda Roll (1395) - Procès-verbal de l'interrogatoire de John/Eleanor Rykener, conservé au Guildhall, Londres.

Le dimanche, entre 8 et 9 heures du soir, Rykener se trouve à Soper Lane, près de Cheapside, et semble - comme le dit Dinshaw - « assez femme » pour attirer l'attention du Yorkshireman John Britby. Selon Rykener, Britby fait des avances à Cheapside puis se rendent à Soper Lane. Ils attirent l'attention de « certains officiers de la ville », qui les arrêtent,. Ils sont accusés de « s'être allongés près d'un certain étal dans Soper's Lane, commettant ce vice détestable, inavouable et ignominieux ». Rykener est arrêté en vêtements féminins et interrogé dans ces mêmes vêtements.
Rykener et Britby sont interrogés séparément par le lord-maire John Fresshe (en) et les alderman (ou échevins) du Court of Common Council (en) de la Corporation de la cité de Londres. La date précise des interrogatoires est inconnue ; le document original dans les Plea and Memoranda Rolls du Conseil (lui-même, selon Goldberg, conservé dans un « ordre chronologique assez lâche ») ne peut être daté que par sa position juste avant une plainte concernant un conflit de propriété le 26 janvier 1395.
Le procès-verbal de l'interrogatoire, rédigé en latin, commence ainsi : « Johannes Rykener, se Elianorum nominans veste muliebri detectus » traduit par « John Rykener, se faisant appeler Eleanor, a été détecté dans des vêtements de femme ». Rykener déclare au lord-maire et aux échevins que le nom « Eleanor » est utilisé pour le travail. Eleanor était un nom peu courant au XIVe siècle, et considéré comme appartenant à la classe supérieure ; en tant que tel, son utilisation par Rykener pourrait avoir eu pour but d'être satirique sur le plan social. Le nom était suffisamment peu courant pour que Sarah Uckelman, dans une étude des noms tirés de la taxe de vote de 1381, n'ait trouvé qu'une seule Eleanor pour l'ensemble du comté de Suffolk.
L'acte « inavouable » qu'ils sont accusés d'avoir commis, suggère Jeremy Goldberg, est vraisemblablement un rapport sexuel anal. Il n'est jamais décrit littéralement ; les euphémismes utilisés sont plutôt « illud vitium detesyable, nephandum, et ignominiosum, avec Rykener ut cum mulier », ou « ce vice détestable, inavouable et ignominieux ...avec Rykener en tant que femme ». Comme Victoria Blud l'a souligné, le fait que le scribe l'ait trouvé inavouable rend difficile pour le lecteur ultérieur de placer une étiquette sur l'acte. Il ne peut y avoir de certitude sur ce point car, comme l'a souligné Goldberg, le langage du greffier consiste souvent en ce que Goldberg qualifie de « circonlocution sciemment opaque ».
En ce qui concerne les pronoms, la source place des crochets lorsque le latin original fait référence à Rykener avec un genre indéterminé, « ou lorsque nous fournissons un pronom que le latin omet » ; lorsque le latin spécifie un genre, il en va de même pour la traduction. Karras et Boyd notent que « le féminin n'est utilisé que deux fois pour désigner Rykener, à chaque fois dans le discours indirect ».
Britby déclare qu'il passait par Cheapside lorsqu'il rencontre Rykener et reconnaît qu'il a fait une proposition à Rykener. Britby affirme l'avoir fait en pensant qu'il parlait à une femme. Quoi qu'il en soit, Rykener accepte d'avoir des relations sexuelles avec lui et fixe un prix, que Britby accepte de payer. Rykener confirme cette histoire. Les échevins connaissent le reste : pris sur le fait par la police locale, Rykener et Britby sont emmenés et emprisonnés. Rykener, interrogé sur l'origine de l'idée d'un tel travail, déclare qu'« une certaine Anna, la putain d'un ancien serviteur de Sir Thomas Blount » lui a appris à se comporter comme une femme, et que c'est Elizabeth Brouderer qui l'a d'abord habillé ainsi. Anna, la prostituée dont Rykener a beaucoup appris, était probablement une étrangère, dit Goldberg. Anna était également un nom relativement rare en Angleterre, moins dans les Pays-Bas. De tous les personnages inconnus et vaguement décrits impliqués dans l'histoire de Rykener, le sien est, selon lui, « une identité plausible. Plusieurs des femmes travaillant comme employées des bordels de Southwark selon les déclarations des impôt par tête de 1381, ont reçu le second nom plutôt significatif de Frowe, une version du mot néerlandais pour femme » J. B. Post a également noté que les déclarations d'impôts de 1380 indiquent que de nombreux bordels employaient des servantes étrangères et qu'il y avait des plaintes concernant un monopole flamand à Southwark.
Goldberg pense avoir identifié John Britby comme étant un clerc (peut-être royal) en 1384. En 1410, ce Britby est vicaire de Stanton.
L'enquête juridique médiévale anglaise était inquisitoriale, les faits étant établis par le biais de questions et de réponses. Les réponses de Rykener sont données en anglais, mais transcrites en latin pour le procès verbal. Ainsi, le récit, tel qu'il a été enregistré, n'est pas une confession personnelle, mais transcrit plutôt le sens de l'interprétation du greffier scribe, de ce que Rykener avait l'intention de dire. Rykener dit également au lord-maire et aux échevins qu'il a fréquemment eu des rapports sexuels avec des femmes en tant qu'homme. Rykener n'est pas sûr, lorsqu'on lui pose la question, de savoir si les femmes étaient mariées ou non, mais il s'agissait notamment de religieuses « dont il ne connaissait pas le nombre ». Les réponses de Rykener suggèrent que les autorités étaient particulièrement préoccupées par la question morale des femmes mariées adultères et des religieuses sexuellement actives. Rykener dit que ces rencontres, avec des hommes ou des femmes, ont lieu dans des tavernes, des lieux publics et des maisons privées. Quelle que soit l'intention du lord-maire et du conseil, la plupart - sinon la totalité - de ce que Rykener leur dit dépassent la compétence de leur tribunal. Goldberg note que les greffiers scribes se sont donné beaucoup de mal pour enregistrer des éléments de contexte étrangers qui se sont déroulés à plusieurs kilomètres de cette juridiction.
Britby commence son interrogatoire en ignorant soi-disant le sexe de naissance de Rykener, mais il le sait à la fin de l'interrogatoire. Carolyn Dinshaw a suggéré que cela pourrait indiquer qu'« ils n'avaient pas vraiment commencé cet acte libidineux » au moment de leur arrestation, et que Britby n'avait donc pas eu l'occasion de le découvrir. Britby ne semble pas avoir été inculpé d'un crime. La seule chose dont Rykener aurait pu être accusée, la sodomie, aurait dû être poursuivie devant un tribunal ecclésiastique et ne relevait donc pas de la compétence de la cour de la mairie. Les prostituées n'étaient généralement pas poursuivies devant cette cour. Peut-être Rykener était-il suffisamment différent pour justifier leur attention, n'étant après tout « pas une pauvre jeune femme forcée ou trompée à vendre son corps pour s'en sortir, le pion du proxénète ou du proxénète qui la contrôlait, et il n'offrait pas non plus de relations sexuelles vaginales ». Si Rykener a été accusé d'une quelconque infraction, l'issue de l'affaire est inconnue. Selon Goldberg, il n'existe aucune « autre trace d'une réponse ou d'une action de la part du tribunal, ni d'un autre avis concernant Rykener ». Il n'y a pas d'accusation explicite, de verdict ou de sentence. Les contemporains estimaient qu'une prostituée n'était pas seulement une femme qui prenait de l'argent pour des relations sexuelles, mais une femme pécheresse. Par conséquent, même si un homme acceptait de l'argent pour des relations sexuelles, ce qui est probablement la façon dont Rykener a été perçu, il ne pouvait pas être - dans l'esprit médiéval - une prostituée et ne pouvait donc pas être poursuivi comme telle. Si Rykener a finalement été libéré après interrogatoire et sans inculpation, c'est peut-être parce que la cour de Londres « ne savait pas vraiment quoi faire de lui ». En effet, il était extrêmement inhabituel qu'une affaire comme celle de Rykener soit entendue par un tribunal de la mairie en premier lieu. Il est difficile de savoir quelle forme de procédure judiciaire a été suivie. Il est possible qu'il y ait eu une certaine confusion parmi les interrogateurs quant à la manière dont Rykener devait être traité : la sodomie ne relevant pas de la compétence de cette cour.

## Contexte politique et événements ultérieurs
Rykener disparaît des archives historiques après l'interrogatoire, et l'on ne sait rien de certain sur sa vie ultérieure. Le nom lui-même est suffisamment inhabituel pour permettre aux chercheurs de spéculer. Jeremy Goldberg a provisoirement identifié Rykener comme étant le John Rykener qui a été emprisonné dans la prison de l'évêque de Londres Robert Braybrooke (en) à Bishop's Stortford et qui s'est évadé en 1399. La raison de l'emprisonnement de cette personne est inconnue. Le fait qu'il relève de la juridiction épiscopale suggère qu'il avait un statut ecclésiastique, étant très probablement un clerc ecclésiastique. Dans cette geôle, la plupart des prisonniers étaient des clercs condamnés. S'il s'agit du même John Rykener, l'emprisonnement à Bishop's Stortford n'aurait pas eu lieu pour les mêmes infractions que celles pour lesquelles Rykener a été interrogé en 1394 : avoir des relations sexuelles n'aurait pas entraîné l'emprisonnement d'un clerc d'évêque. Les documents contemporains ne rapportent rien sur les antécédents de ce Rykener ni sur les événements qui ont suivi l'évasion. Il y a eu une enquête, mais elle s'est concentrée sur les mauvais résultats de l'évêque de Londres en matière de sécurité de ses prisonniers plutôt que sur les individus eux-mêmes.
L'arrestation et l'interrogatoire de Rykener ont eu lieu à l'apogée de la propagation de la Lollardy (en). Le lollardisme était considéré comme une hérésie, et ce n'est que quelques semaines après l'arrestation de Rykener que ses adeptes ont promulgué leurs Douze conclusions des Lollards (en). L'affaire Rykener, commente Dinshaw, a dû être « comme un cauchemar de l'imagination des Lollards », consistant en une « prostituée travestie qui avait eu des rapports sexuels avec tant de clercs qu'elle ne pouvait se les rappeler tous, confirmant les attentes les plus basses des Lollards à l'égard de la prélature ». La troisième des douze conclusions des Lollards portait spécifiquement sur la question de la sodomie des clercs, que le lollardisme imputait à l'insistance de l'Église sur l'abstinence sacerdotale.
Le lord-maire peut également avoir eu des raisons politiques de faire comparaître Rykener devant le tribunal. Cela lui permettait de démontrer son engagement en faveur d'un ordre public fort dans la ville. Goldberg suggère que la « mise en scène et le caractère dramatique » de l'affaire reflétaient sa nature artificielle et que les propos de Rykener ont été soigneusement choisis pour être retranscrits à des fins électorales par le lord-maire et l'affaire Rykener aurait renforcé son image à un moment où il en avait besoin. Il avait été accusé, entre autres, d'emprisonner des personnes qui le poursuivaient pour faire valoir leurs droits.
L'affaire Rykener s'est déroulée au cours d'une période turbulente dans les relations de la ville avec le roi. Deux ans plus tôt, Richard II avait dépouillé la ville de ses Liberty (division) (en) et emprisonné le lord-maire John Hende (en) et ses shérifs ; les privilèges de la ville n'avaient été rétablis qu'en août 1394, à la suite d'un prêt de 10 000 livres de la ville au roi. La restauration rituelle de ces Liberty a également eu lieu sur Cheapside. Goldberg note que le roi a remboursé ce prêt seulement la veille de l'arrestation de Rykener et Britby ; ce n'est pas nécessairement une coïncidence, dit Goldberg.
Goldberg affirme que la querelle initiale du roi avec Londres portait sur une mauvaise gouvernance (perçue comme telle), ce qui l'a amené à gouverner la ville à sa place. L'affaire Rykener peut donc être considérée comme une leçon de bonne gouvernance : « Les malfaiteurs sont rapidement détectés et rapidement amenés à répondre de leurs méfaits ». La ville a démontré, par l'intermédiaire de Rykener, sa capacité à lutter contre « le recours fréquent aux prostituées et leur fréquentation », ce qui a conduit à « de nombreuses et diverses querelles, disputes et dissensions ». Les interrogateurs semblent avoir été particulièrement intéressés par les relations de Rykener avec le clergé, ce qui peut expliquer qu'ils aient porté l'affaire devant un tribunal de la mairie en premier lieu. La sodomie relevait de la juridiction ecclésiastique, la prostitution était un délit civil et les affaires concernant les prêtres étaient traditionnellement traitées par les tribunaux ecclésiastiques. L'impopularité du clergé était telle, suggère Goldberg, que « les tribunaux se réjouissaient de l'occasion ainsi offerte de montrer un homme dans les ordres sacrés », même s'ils n'étaient pas en mesure de le poursuivre.

## Importance historique
Les historiens connaissent l'affaire Rykener depuis qu'une version calendar (dans le contexte de l'archivistique, une liste descriptive de documents avec un résumé) du dossier juridique a été publiée par Arthur Hermann Thomas en 1932 dans son Calendar of Select Plea and Memoranda Rolls, London, 1381-1412,. Le résumé de Thomas indique seulement qu'un examen a eu lieu « de deux hommes accusés d'immoralité, dont l'un a impliqué plusieurs personnes, hommes et femmes, dans des ordres religieux ». L'affaire est restée dans l'ombre jusqu'au milieu des années 1990, lorsque les documents manuscrits originaux ont été découverts par Ruth Mazo Karras (en) et David Lorenzo Boyd dans les archives métropolitaines de Londres. Les documents relatifs à Rykener ont été classés avec les affaires plus habituelles et plus prosaïques de dettes et de délits contre les biens que la cour du maire traitait traditionnellement. Il a été suggéré que ce qui préoccupait particulièrement les fonctionnaires n'était pas tant l'acte lui-même que le changement de rôle homme/femme par Rykener. Cette importance perçue peut expliquer la survie de l'enregistrement, car il a pu être considéré comme un précédent.
Le manuscrit de l'interrogatoire de Rykener, selon un commentateur, constitue « apparemment le seul document de procédure juridique de l'Angleterre de la fin du Moyen Âge qui traite des rapports sexuels entre personnes de même sexe » L'affaire a été décrite comme offrant une « vue microcosmique des sexualités de l'Angleterre médiévale et du fossé qui existe entre le Moyen Âge et l'époque moderne » - les mots utilisés dans les deux périodes pour décrire la sexualité ont des significations différentes pour chacune. L'affaire de Rykener est également importante en raison de sa rareté. Les archives du XVe siècle ne fournissent que deux exemples d'affaires similaires portées devant les tribunaux.

## Analyse
On ne sait pas ce que les rencontres de Rykener signifiaient sur le plan personnel. Comme l'a souligné Ruth Karras, les études sur ces affaires, « parce qu'elles s'appuient sur les archives judiciaires, se concentrent beaucoup plus sur les actes que sur les sentiments », tout comme les archives. Il n'est donc pas établi si les rencontres de Rykener étaient brèves ou si elles s'inscrivaient dans le cadre de relations à long terme. Karras suggère que la majorité d'entre elles étaient des relations brèves. Karras et Boyd soulignent les difficultés à considérer Rykener aujourd'hui comme Rykener se serait considéré lui-même. « En termes modernes », ont-ils écrit en 1996, Rykener « serait décrit comme un travesti (parce qu'il se travestissait) et un prostitué (parce qu'il prenait de l'argent pour des rapports sexuels), et probablement un bisexuel », bien que cette étiquette soit quelque peu « problématique », suggèrent-ils, car les chercheurs n'ont aucun moyen d'évaluer ce que cela aurait signifié pour Rykener. Dans son essai de 2016, Karras a utilisé les pronoms « ze/hir » pour Rykener par opposition aux pronoms masculins qu'elle et Boyd avaient utilisés auparavant, et a déclaré en 2013 que si elle devait écrire à nouveau l'article de 1996, « elle suggérerait que nous pourrions comprendre Rykener comme une personne transgenre plutôt que comme un travesti, le terme utilisé dans cet article ».
Judith M. Bennett (en) considère que la fréquence avec laquelle l'hermaphrodisme est mentionné dans les textes contemporains indique une acceptation incurable de la condition. Si tel est le cas, suggère-t-elle, « les incursions répétées de Rykener dans l'espace entre "homme" et "femme" auraient pu être aussi banales dans les rues du Londres du XIVe siècle qu'elles le seraient dans le Soho d'aujourd'hui ».
L'historien James A. Schulz a suggéré que l'histoire de Rykener est plus importante pour les historiens que, par exemple, celle de Tristan et Iseult. Si leur histoire illustre peu la véritable nature de l'amour courtois - étant un paradigme et un mythe plutôt qu'une réalité - le cas de Rykener en dit long sur le monde « marginal et transgressif » de la sexualité médiévale. Les réponses de Rykener à l'interrogatoire ont été décrites comme l'un des rares aperçus de l'époque moderne sur l'identité sexuelle médiévale. Un autre chercheur a décrit l'affaire Rykener comme étant, avec son « langage embrouillé et son mélange saisissant de franchise et d'ambiguïté ... un pilier des études médiévales, queer et de genre depuis la découverte » de Karras. Normington a décrit l'affaire comme un exemple de tribunal médiéval « aux prises avec des distinctions de genre ». Karras a soutenu que Rykener est un exemple médiéval de personne transgenre, plutôt qu'un simple travesti ou cross-dresser. Karras affirme que « même si nous ne savons rien de l'auto-identification de Rykener, sa vie en tant que femme au corps masculin était "transgenre" ». Karras prend soin de ne pas appliquer d'anachronismes historiques au contexte. Elle a évité « les étiquettes telles que "bisexuel", "travesti" et "prostitué" [qui] ne peuvent pas transmettre de manière adéquate la notion de transgression de Rykener par le tribunal londonien du XIVe siècle ». Karras note que l'on ne sait rien des sentiments de Rykener (ou de qui que ce soit d'autre) dans cette affaire, et comme l'interrogatoire a été enregistré en latin (que Rykener ne connaissait peut-être pas), les historiens ne disposent peut-être pas d'un compte-rendu exact de ce qui a été réellement dit. La seule fois où Rykener semble avoir donné une opinion personnelle sur ces événements, c'est lorsqu'il a déclaré préférer les prêtres, mais c'était « seulement parce qu'ils payaient plus ». Carolyn Dinshaw suggère que le fait que Rykener ait vécu et travaillé à Oxford en tant que femme pendant un certain temps indique que Rykener aimait le faire. De même, Cordelia Beattie considère que la capacité de Rykener à se faire passer pour une femme « dans la vie de tous les jours aurait impliqué d'autres comportements genrés ». Elle estime que pour les historiens et sociologues modernes, l'affaire Rykener fait partie d'une « tradition de longue date » dans l'étude du genre. Selon elle, l'affaire révèle les présomptions sociales du maire et du conseil municipal à travers leur traitement de Rykener. Par exemple, dit Beattie, « on remarque que, selon le dossier, les hommes ont eu des relations sexuelles avec lui, alors qu'il a eu des relations sexuelles avec les femmes ».
Jeremy Goldberg a examiné l'affaire dans le contexte de l'endroit où Rykener opérait, Cheapside étant un centre marchant important. Goldberg estime que le maire et les échevins étaient surtout préoccupés par le fait que Rykener était une commerçante, et une fausse commerçante de surcroît : « un commerçant qui prétend être une brodeuse et une barmaid, mais qui vend en fait du sexe. ... Même en tant que prostitué, c'est un commerçant malhonnête : il se fait passer pour une femme qui vend des relations sexuelles hétérosexuelles à des clients masculins, alors qu'il s'agit en fait d'un homme qui se fait passer pour une femme ». Goldberg suggère que les historiens ont peut-être mal interprété la véritable signification du document original. Il est possible, dit-il, que toute l'affaire ait été fabriquée par les scribes, qui voulaient déposer officiellement une allégorie officieuse contre le roi. Rykener devient donc une métaphore de Richard II à la suite du conflit sur les Liberty de la ville et, tout comme Rykener est décrit dans l'accusation, Richard est « symboliquement bousillé » à Cheapside.
Ruth Evans, poursuivant le thème mercantile, a déclaré que Rykener « ...fait de son propre corps une imitation. Il contrefait l'œuvre de Dieu ». Au cours de l'interrogatoire, l'acte sexuel de Rykener avec Britby a été qualifié au moins une fois de « travail ». Si le maire et les échevins se préoccupent de l'honnêteté (ou non) de Rykener, dit Goldberg, il s'agit alors « d'une préoccupation spécifiquement bourgeoise qui découle des besoins du commerce ». Judith Bennett a suggéré que Rykener, par le choix de son travail, avait « adopté une position passive de femme dans la société », et que c'était cela - plutôt que les délits réels de prostitution et de sodomie - qui avait « le plus troublé » les interrogateurs de Rykener. À partir de là, et en comparaison avec sa propre période, elle conclut que « le genre n'était pas plus ordonné au Moyen Âge qu'il ne l'est au XXIe siècle ».

## Dans la culture populaire
Une version fictive de Rykener apparaît comme un personnage important dans la fiction historique de 2014 de Bruce Holsinger (en), A Burnable Book, qui se déroule à Londres en 1385. Rykener (que Holsinger renomme Edgar/Eleanor) sert de guide au lecteur dans les « endroits juteux » de la pègre londonienne du XIVe siècle.
Un spectacle de marionnettes destiné à explorer Rykener en tant que transgenre - « combinant études médiévales, théâtre et marionnettes » - appelé John-Eleanor a débuté en 2011 et a été présenté au festival de musique de Turku en Finlande l'année suivante. Le spectacle a ensuite été présentée au Festival mondial de la marionnette à Charleville-Mézières, en France, en 2017, avec Timo Vantsi dans le rôle-titre. Il a également été jouée en Italie, au Royaume-Uni et aux États-Unis.
Une exposition Medieval Women : In Their Own Words, présentée à la British Library du 25 octobre 2024 au 2 mars 2025 montrait le manuscrit original.